# Salcedillo (Teruel)
Salcedillo ist eine spanische Gemeinde in der Provinz Teruel, die zur Autonomen Region Aragonien gehört. Sie ist Teil der Comarca (Kreis) Cuencas Mineras. 2024 hatte die Gemeinde 13 Einwohner. 

## Lage
Salcedillo liegt circa 60 Kilometer nördlich der Provinzhauptstadt Teruel in einer Höhe von ca. 1195 m. 

## Bevölkerungsentwicklung
| Jahr      | 1970 | 1981 | 1991 | 2001 | 2011 | 2021 |
| Einwohner | 15   | 9    | 9    | 7    | 7    | 11   |

## Sehenswürdigkeiten
- Michaeliskirche